# La Chapelle-Monthodon
La Chapelle-Monthodon is voormalige gemeente in het Franse departement Aisne in de regio Hauts-de-France en telt 188 inwoners (2005).
Op 1 januari 2016 fuseerde de gemeente met Baulne-en-Brie en Saint-Agnan tot de commune nouvelle Vallées en Champagne. Deze gemeente maakt deel uit van het arrondissement Château-Thierry.

## Geografie
De oppervlakte van La Chapelle-Monthodon bedraagt 14,4 km², de bevolkingsdichtheid is 13,1 inwoners per km².
De onderstaande kaart toont de ligging van La Chapelle-Monthodon met de belangrijkste infrastructuur en aangrenzende gemeenten.

## Demografie
Onderstaande figuur toont het verloop van het inwonertal (bron: INSEE-tellingen).
Vanwege een beveiligingsprobleem met de MediaWiki Graph-software is het momenteel niet mogelijk deze grafiek weer te geven. Zodra de software is bijgewerkt zal de grafiek vanzelf weer zichtbaar worden.